# Pseudolimnophila nycteris
Pseudolimnophila nycteris är en tvåvingeart som beskrevs av Alexander 1937. Pseudolimnophila nycteris ingår i släktet Pseudolimnophila och familjen småharkrankar. Inga underarter finns listade i Catalogue of Life.